# Dambach (Wienfluss)
Der Dambach ist ein kleiner rechter Nebenfluss des Wienflusses im Wienerwald in der Gemeinde Purkersdorf, Niederösterreich.
Der Bach entspringt auf dem nordöstlichen Abhang des Roppersbergs bei Heimbautal (einem Ortsteil von Wolfsgraben). Er fließt fast genau in Richtung Norden, zuerst entlang der Grenze zwischen den Gemeinden Wolfsgraben und Purkersdorf. Allerdings führt der Bach in seinem Oberlauf üblicherweise nur Tropfen Wasser. Der Dambach unterquert die Westautobahn, nimmt ein paar kleinere Zuflüsse auf und wird etwas größer. Kurz danach durchfließt er einen kleinen Teich. Der Bach fließt weiter durch Wald- und Wiesengebiete in einem Tal zwischen Frauenwart und Glaskogel im Westen sowie Feuersteinberg und Speichberg im Osten. Die letzten zwei Berge bilden die Kernzone Baunzen im Biosphärenpark Wienerwald, entlang deren Rand der Bach verläuft. Baunzen selbst, ein Ortsteil Purkersdorfs, befindet sich aber an der anderen Seite des Feuersteinbergs. Der Dambach mündet in den Wienfluss kurz vor Postsiedlung, noch ein Ortsteil Purkersdorfs.
Im ganzen Verlauf ist der Bach naturbelassen, mit der Ausnahme von der Verrohrung unter der Westautobahn. Diese beträgt zirka 70 Meter.

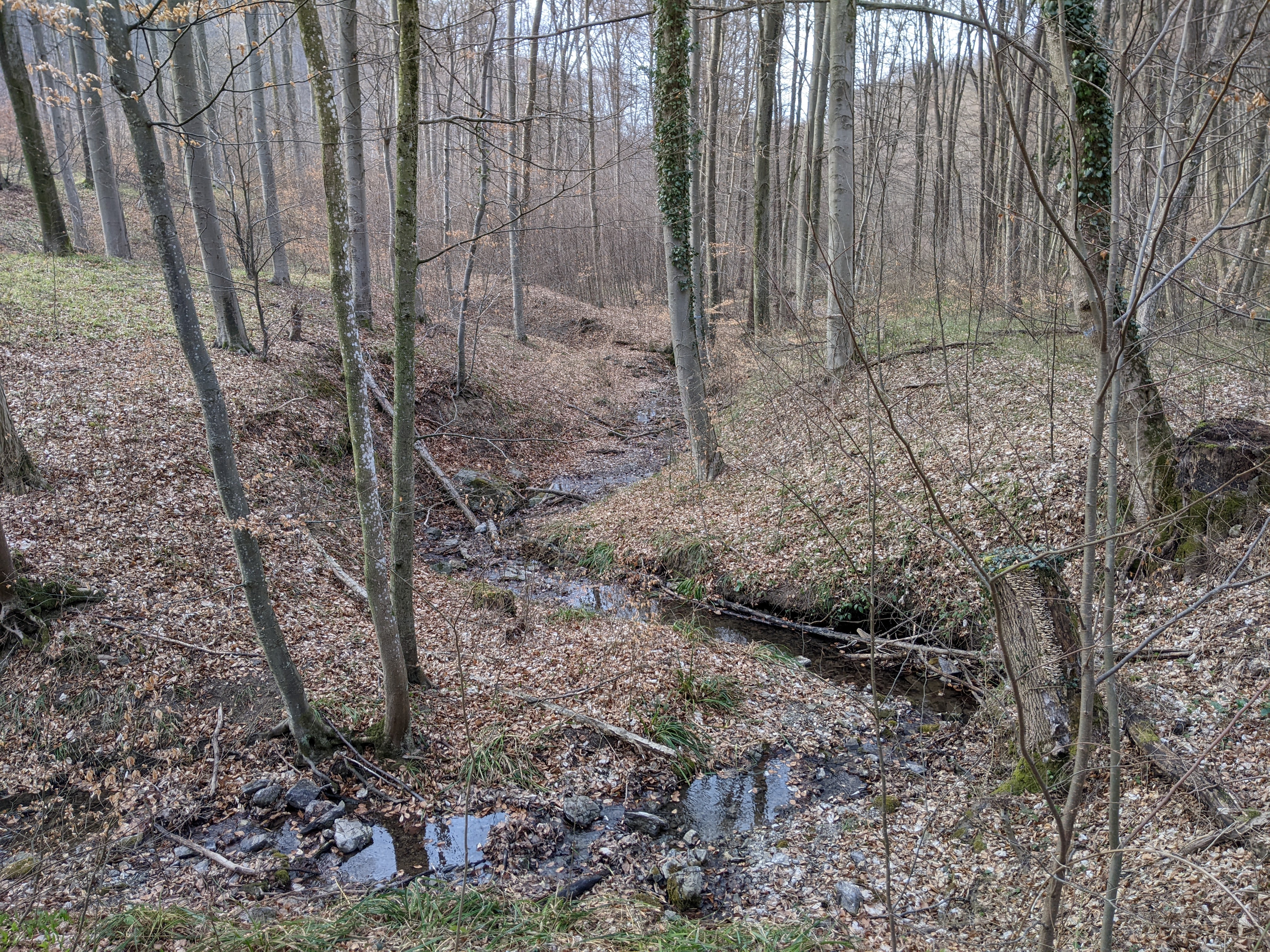
Im Oberlauf nach der Westautobahn, flussabwärts
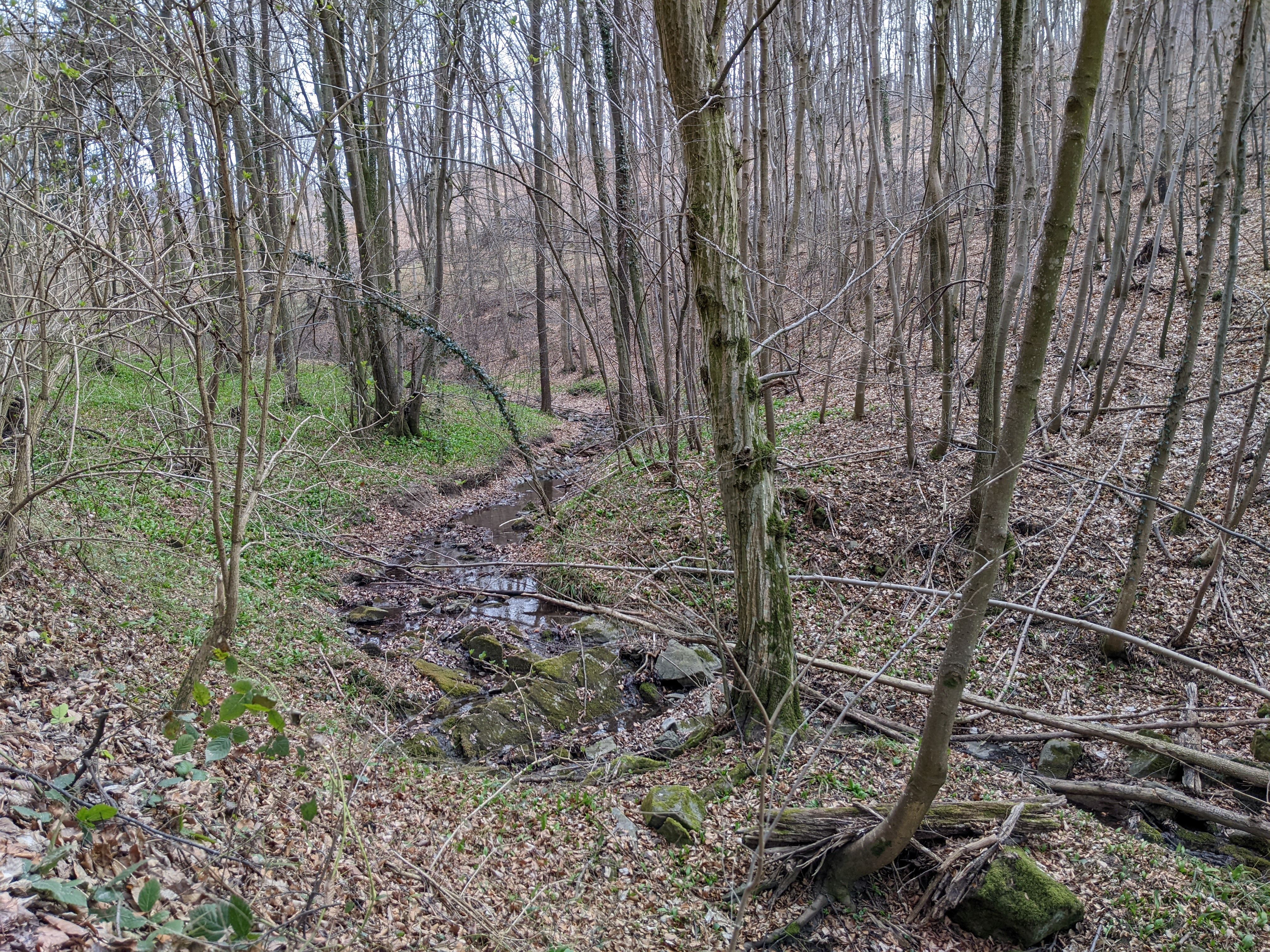
Im Mittellauf, flussaufwärts
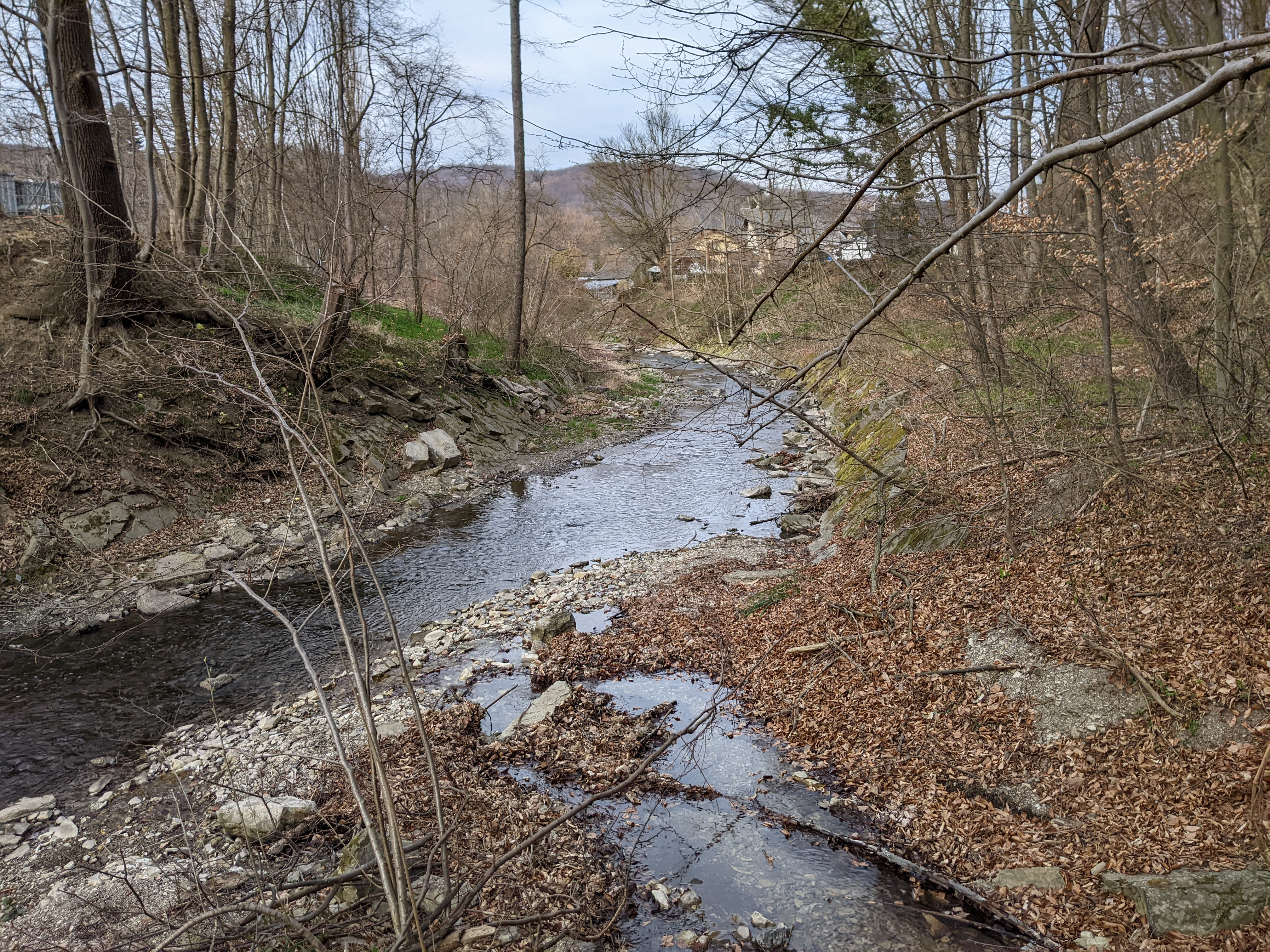
Einmündung in den Wienfluss